# TBS歌謡曲ベストテン
『TBS歌謡曲ベストテン』（ティービーエスかようきょくベストテン）は、1965年10月5日から1967年3月28日までTBS系列局で放送されていたTBS製作の歌謡番組である。放送時間は毎週火曜 20:00 - 20:56 （日本標準時）。

## 概要
TBSテレビ・TBSラジオの音楽番組プロデューサー・ディレクターの鈴木道明が手がけた番組。鈴木道明は「ワン・レイニーナイト・イン・トーキョー」「夏の日の想い出」などの作者としても知られる。
三木鮎郎が司会を務めていた。三木は次番組の『TBS歌のグランプリ』にも出演した。
従来の民放歌謡番組の主流であったレコード会社別の歌手構成という垣根を取り払い、レコードの売上や有線放送リクエスト数などの集計データを元に当番組が独自に決定した毎週の上位10曲の入選曲を発表していた。テレビにおける歌謡曲のベストテン形式の番組の草分けだが、順位は付けておらず上位10曲を順不同で紹介した。順位を付けることに関しては、レコード会社の反発が強かったためである。
原則として1組の歌手につき1曲で、グループサウンズ・和製ポップスは登場しなかった。
1年間を3ヶ月ごとに4期に分け、毎年3月、6月、９月、12月の末に、各期ごとに4週以上登場した曲を発表していた。また上位3位までを表彰していた。
最高視聴率は1966年5月10日放送分の27.6% （ビデオリサーチ調べ、関東地区）。
●　各期の上位曲
【1965年】
＊12月末（さようなら1965年オールスター特集）
・出演　橋幸夫、梶光夫・高田美和、バーブ佐竹、西田佐知子、舟木一夫、倍賞千恵子、西郷輝彦　他
【1966年】
＊3月末
・出演　舟木一夫、城卓矢、西郷輝彦、和田弘とマヒナスターズ、加山雄三、美空ひばり、橋幸夫、倍賞千恵子、園まり、西田佐知子、都はるみ
＊6月末
1位　雨の中の二人 / 橋幸夫（12週）
2位　函館の女 / 北島三郎（11週）
3位　逢いたくて逢いたくて / 園まり（10週）
　　  アイビー東京 / 三田明（10週）
＊9月末
1位　銀座ブルース / 和田弘とマヒナスターズ・松尾和子（12週）
2位　お嫁においで / 加山雄三（10週）
　　  星のフラメンコ / 西郷輝彦（10週）
3位　太陽にヤァ！ / 舟木一夫（9週）
　　  恋と涙の太陽 / 橋幸夫（9週）
＊12月末
1位　柳ケ瀬ブルース / 美川憲一（12週）
　
　　  絶唱 / 舟木一夫（12週）
　　  夢は夜ひらく / 園まり、緑川アコ（12週）
2位　悲しい酒 / 美空ひばり（10週）
3位　霧氷 / 橋幸夫（9週）
【1967年】
＊3月末
1位　今夜は踊ろう / 荒木一郎（12週）
2位　こぼれ花 / 石原裕次郎（9週）
3位　初恋によろしく / 西郷輝彦（8週）
　　  霧の摩周湖 / 布施明（8週）
　　  帰りたくないの / 園まり（8週）
●　最多登場曲　二人の世界 / 石原裕次郎
番組スタート時から翌年4月初めまで、約半年に渡って登場
●　視聴者プレゼント
毎週ベストテン入りした曲のシングルレコード10枚をアルバムに入れて、抽選で視聴者にプレゼントしていた。
●番組終焉～『TBS歌のグランプリ』へのリニューアル
上位10曲という括りに対するレコード会社の反発が強まった。
グループサウンズの人気が高まり、歌謡曲のみでの番組制作が難しくなった。
そのため『TBS歌謡曲ベストテン』は1967年3月28日をもって終了し、4月4日からは同時間帯で『TBS歌のグランプリ』へとリニューアルした。
ベストテンという括りを外し、番組を「今週のビッグ４」「グランプリ・スポット」「ゴールデン・グランプリ」といったコーナーに分け、グループサウンズも出演対象となった。

## 出演者

### 司会
- 三木鮎郎

### アシスタント
- 桐本幸子
- 奥山のり子
- 磯野洋子

### 指揮
- 長洲忠彦

### 踊り
- スタジオNo.1ダンサーズ

### コーラス
- コールアカシア

## スタッフ

### 構成
- 貴島研二
- 大橋巨泉

### 音楽
- 服部良一

### 編曲
- 長洲忠彦

### 振付
- 浦辺日佐夫

## 提供
- 雪印乳業（現・雪印メグミルク）
- リッカーミシン（現・三井住友カード）
- ライオン油脂（現・ライオン）